# アンドルー・トティ
アンドルー・トティ（Andrew J. Toti, 1915年7月24日 – 2005年3月20日）は、アメリカ合衆国の発明家。ワンタッチ膨張式ライフジャケットやプルタブを発明したことで知られる 。